# EXILE
Exile (яп. 放浪兄弟; стилизуется EXILE; произносится как  Эгуза ́йру) — японский бой-бэнд, состоящий из 19 человек. ) - японский бойз-бэнд, состоящая из 19 человек. Сформированы в 2001 году. Exile выпустили свои синглы и альбомы под лейблом Avex Group Rhythm Zone. В 2003 году шесть первоначальных участников Exile основали управляющую и развлекательную компанию LDH. Exile - это представительная группа компании.
В 2007—2009 годах три года подряд становился обладателем гран-при Japan Records Awards. В общей сложности только в Японии было продано более 24 миллионов пластинок.

## История

### Пре-дебют
Нынешний лидер, Хиро, первоначально состоял в поп-группе Zoo, прежде чем они распались в 1995 году. В 1999 году он основал новую группу под названием J Soul Brothers, которая позже сменила свое название на Exile в 2001 году. (Но позже название J Soul Brothers было возрождено Хиро снова в 2007 году, когда он помог сформировать еще одну группу из 7 человек под новым псевдонимом J Soul Brothers.)

### 2003—2008: Дебют и первое поколение
Ацуси и Сюн стали ведущими вокалистами группы. Ацуси - поклонник американской R&B-группы Boyz II Men. В ноябре 2003 года Exile переделали хит Zoo «Choo Choo Train», который стал сильным промо-синглом для их третьего студийного альбома Exile Entertainment. Альбом разошелся тиражом более миллиона копий. Они приняли участие вшоу NHK Кохаку ута гассэн, исполнив песню «Choo Choo Train». Сначала на их музыкальный стиль оказал влияние R&B, но позже их стиль стал более ориентированным на поп-музыку. Их сингл 2004 года «Real World» стал их первым синглом номер один в еженедельных чартах Oricon. В июле 2005 года они выпустили совместный альбом Scream с японской рок-группой GLAY, достигший 1-го места и разошедшийся тиражом более 500 000 копий в чартах Oricon.
Группа выпустила синглы «Tada...Aitakute» в декабре 2005 года и «Yes!» в марте 2006 года. Оба сингла возглавили недельные чарты Oricon. Сюн покинул группу в марте, и начал сольную карьеру. В сентябре к группе присоединился ТакахироТакахиро в качестве вокалиста.
14 февраля 2007 года группа выпустила сингл «Michi», который стал их первым синглом номер один в чартах Oricon с тех пор, как Такахиро присоединился к группе. Их студийный альбом 2007 года, Exile Love, стал самым продаваемым альбомом Японии в 2008 году, продав почти 1,5 миллиона копий в чартах Oricon. Их сборник хитов Exile Ballad Best разошелся тиражом почти в 1 миллион копий за первую неделю в чартах Oricon, что сделало его самым продаваемым альбомом в Японии за первую неделю в 2008 году. Песня «Ti Amo» получил миллионный сертификат Ассоциации звукозаписывающей индустрии Японии (RIAJ) за 1 000 000 загрузок цифровой музыки в виде рингтонов с полной дорожкой (Chaku Uta Full). Они также получили Гран-при на 50-й премии Japan Record Awards за песню «Ti Amo».

### 2009–2013: Третье поколение, уход Хиро и рост популярности
В 2009 году песня Exile «The Next Door» была использована в качестве темы японского издания Street Fighter IV. Песня была выпущена в iTunes Store 22 февраля 2009 года. Английская версия «The Next Door - Indestructible» была использована для международного издания игры. Английская версия была выпущена в качестве третьего трека их сингла «The Hurricane (Fireworks)» 22 июля с участием американского рэпера Флоу Райда.
1 марта 2009 года Exile и Nidaime J Soul Brothers объявили, что они объединятся и станут группой из 14 человек. Они выпустили свой первый студийный альбом с участием 14 участников, Aisubeki Mirai e, 2 декабря 2009 года. Второй год подряд они выиграли гран-при с песней «Someday» на 51-й церемонии вручения наград Japan Record Awards. С 9 мая начался концертный тур Exile Live Tour 2009 «The Monster».
17 апреля 2010 года ток-шоу Exile EXE начало транслироваться на TBS, в то время как шоу также транслировалось одновременно на тайваньском канале CTV. 19 мая 2010 года Avex выпустили CD-макси сингл «Taiyō no Kuni» (太陽の国), написанная Ясуси Акимото и исполненная Exile, к 20-летию восшествия на престол императора Японии Акихито. Однако диск не был отражен в чартах Oricon. На 52-й церемонии вручения премии Japan Record Awards группа одержала свою третью победу подряд с песней «I Wish For You». Сингл также была лейтмотивом для внутренних трансляций TBS чемпионата мира по волейболу среди женщин 2010 года, и участниц участники группы были в толпе зрителей, когда Япония завоевала бронзовую медаль, которая стала их первой медалью за 32 года.
С 2011 года Exile начали выступать в других азиатских странах, помимо своей родины Японии. Они выступили на церемонии вручения премии Jade Solid Gold Best Ten Music Awards в Гонконге 15 января в качестве специальных гостей. 25 сентября Exile выступили на музыкальном фестивале Three Kingdoms Performing Arts – China, Japan и Korea Music Festival в Пекине, что стало первым участием Exile в живом выступлении за пределами Японии. 14 сентября Exile выпустили сингл «Rising Sun», в поддержку восстановления после землетрясения и цунами в Тохоку. С ноября Exile начали свой второй тур Exile Live Tour 2011 Tower of Wish ~Tower of Wish~.[15] Группа заняла 3-е место по общему доходу от продаж в Японии в 2011 году с 5,603 млрд иен и 2-е место в 2012 году с 12,177 млрд иен.
1 января 2012 года Exile выпустили свой девятый альбом EXILE JAPAN/Solo. Альбом занимал 1-е место в чарте альбомов Oricon в течение трех недель подряд, что установило новый рекорд для группы. В июне Exile стал победителем в номинации «Лучшее видео года» на MTV Video Music Awards Japan, что ознаменовало 4-ю победу Exile за 11-летнюю историю премии.
3 апреля 2013 года лидер EXILE Хиро, который был исполнителем в течение 24 лет до этого, объявил, что он уйдет из группы в конце 2013 года. Он заявил, что по-прежнему будет оставаться лидером и продюсером группы. В тот же день EXILE выпустили свой 41-й сингл «EXILE PRIDE ~Konna Sekai wo Aisuru Tame~». Сингл стал первым синглом Exile, разошедшимся тиражом более 1 миллиона копий в октябре того же года, и он принес группе четвертую награду Japan Record Award. Это была первая победа группы с тех пор, как их победную серию подряд прервала айдол-группа AKB48, и Exile стал первым артистом, получившим награду четыре раза. В апреле Exile провели свой третий тур под названием Exile Live Tour 2013 «Exile Pride».

### 2014–н.в: Четвёртое поколение

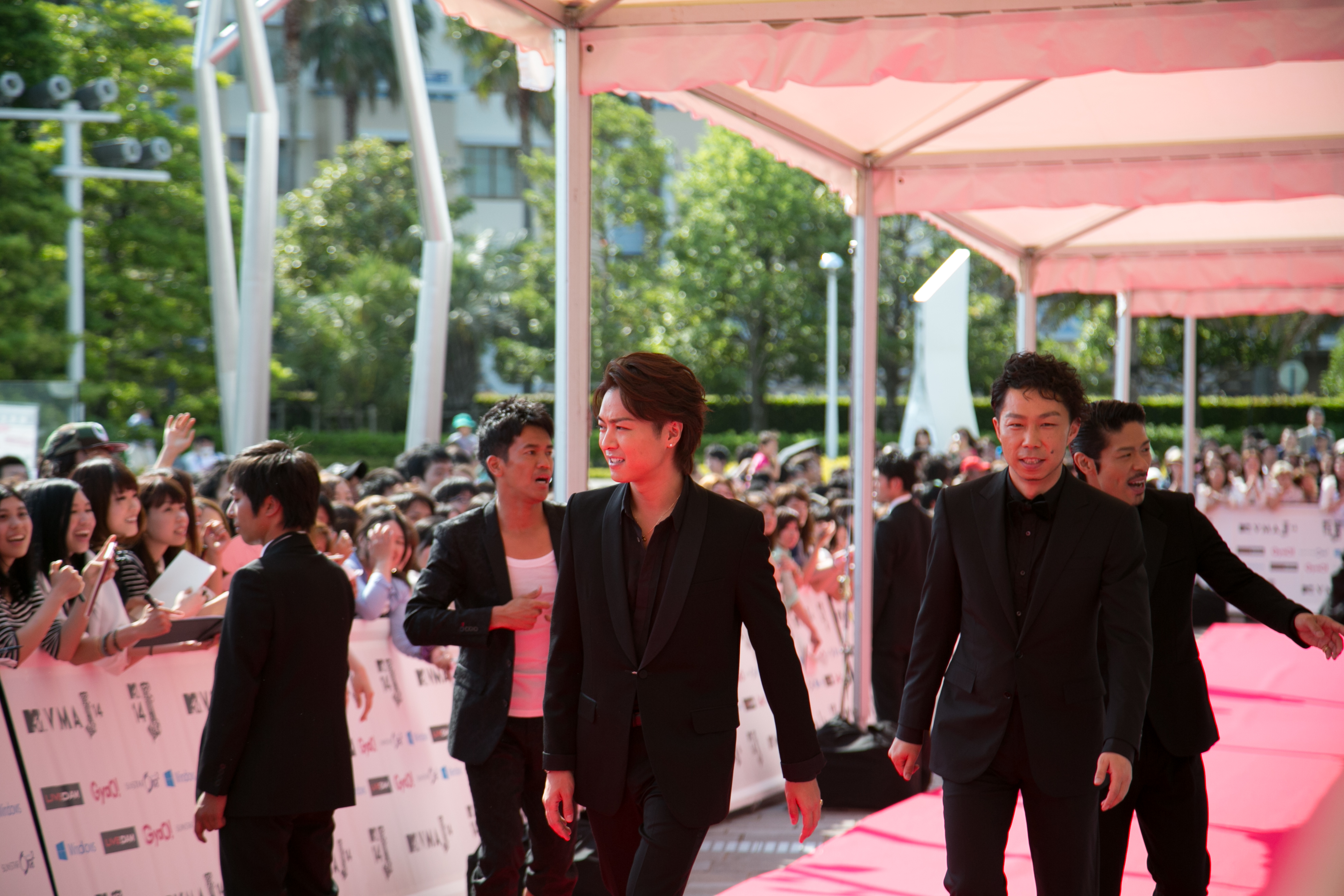
Exile members на MTV Video Music Awards Japan в 2014 году.

В апреле 2014 года стартовал четвертое поколение EXILE. На заключительном этапе 3-го прослушивания EXILE «EXILE PERFORMER BATTLE AUDITION» были объявлены победители, они же новые участники Exile. Из 2000 претендентов было выбрано только 5 участников. Этими участниками были Таканори Ивата из Sandaime J Soul Brothers, Алан Сирохана и Мэнди Сэкигути из Generations, Сэкай Ямамото и Тайки Сато. Их первый сингл, «NEW HORIZON», был выпущен несколько месяцев спустя, 23 июля. С сентября группа начала свой первый тур, Exile Tribe Perfect Year Live Tour Tower of Wish 2014 〜The Revolution〜. 25 марта 2015 года группа выпустила свой десятый студийный альбом 19-Road to AMAZING WORLD-. С сентября  они начали новый национальный тур Exile Live Tour 2015 'Amazing World.
22 июня 2015 года участники Тосио Мацумото, Usa и Макидай объявили, что в течение года покидают свои посты исполнителей в группе. Их последним синглом с группой стал «Ki・mi・ni・mu・chu», песня, которая была использована в рекламе CM Suntory «The Malts». 31 декабря 2015 года Мацумото Тосио, Usa и Макидай ушли со своих постов исполнителей в группе на специальном новогоднем шоу CDTV CDTV Special! New Year's Eve Premiere Live 2015 → 2016. Несмотря на уход из группы EXILE Usa , как выяснилось, останется исполнителем на вечеринке юнита DANCE EARTH, а Макидай продолжит свою музыкальную карьеру в качестве DJ MAKIDAI.
14 апреля 2016 года был выпущен документальный фильм о заключительном туре Мацумото Тосио, Usa и Макидай AMAZING WORLD. 17 августа Exile выпустили свой 48-й сингл «Joy-ride ~Kanki no Drive~», который стал лейтмотивом к Олимпийским играм в Рио.
25 июля 2018 года Exile выпустили новый оригинальный альбом Star of Wish. С сентября они начали свой 5-й тур Exile Live Tour 2018-2019 «Star of Wish».

## Участники
| Сценическое имя          | Позиция                       | Полное имя          | Дата рождения             |
| ------------------------ | ----------------------------- | ------------------- | ------------------------- |
| EXILE HIRO               | performer (танцор)            | Хироюки Игараси     | 1 июня 1969 (56 лет)      |
| Toshio Matsumoto (MATSU) | performer (танцор)            | Тосио Мацумото      | 27 мая 1975 (50 лет)      |
| EXILE ÜSA                | performer (танцор)            | Ёсихиро Усами       | 2 февраля 1977 (48 лет)   |
| EXILE MAKIDAI            | performer (танцор)            | Дайсукэ Маки        | 27 октября 1975 (49 лет)  |
| EXILE ATSUSHI            | вокалист                      | Ацуси Сато          | 30 апреля 1980 (45 лет)   |
| EXILE AKIRA              | performer (танцор)            | Рёхэй Куросава      | 23 августа 1981 (43 года) |
| EXILE TAKAHIRO           | вокалист                      | Такахиро Тасаки     | 8 декабря 1984 (40 лет)   |
| Kenchi Tachibana(KENCHI) | performer (танцор)            | Кэнъитиро Тэрацудзи | 28 сентября 1979 (45 лет) |
| Keiji Kuroki(KEIJI)      | performer (танцор)            | Кэйдзи Куроки       | 21 января 1980 (45 лет)   |
| EXILE TETSUYA            | performer (танцор)            | Тэцуя Цутида        | 18 февраля 1981 (44 года) |
| EXILE NESMITH            | вокалист и performer (танцор) | Рюта Карим Несмит   | 1 августа 1983 (41 год)   |
| EXILE SHOKICHI           | вокалист и performer (танцор) | Сёкити Яги          | 3 октября 1985 (39 лет)   |
| EXILE NAOTO              | performer (танцор)            | Наото Катаока       | 30 августа 1983 (41 год)  |
| Naoki Kobayashi          | performer (танцор)            | Наоки Кобаяси       | 10 ноября 1984 (40 лет)   |
| Takanori Iwata           | performer (танцор)            |                     | 6 марта 1989 (36 лет)     |
| Alan Shirahama           | performer (танцор)            |                     | 4 августа 1993 (31 год)   |
| Mandy Sekiguchi          | performer (танцор)            |                     | 25 января 1991 (34 года)  |
| Sekai                    | performer (танцор)            |                     | 21 февраля 1991 (34 года) |
| Taiki Sato               | performer (танцор)            |                     | 25 января 1995 (30 лет)   |

### Бывшие участники
| Сценическое имя | Позиция  | Полное имя      | Дата рождения  | Годы в группе |
| --------------- | -------- | --------------- | -------------- | ------------- |
| SHUN            | вокалист | Сюнсукэ Киёкиба | 11 января 1980 | 2001—2006     |

## Дискография

### Синглы
| №  | Название                                                                                  | Дата выхода      | Oricon Weekly Album Chart | Продажи (Oricon) | Примечания                                        |
| -- | ----------------------------------------------------------------------------------------- | ---------------- | ------------------------- | ---------------- | ------------------------------------------------- |
| 1  | «Your Eyes Only ~Aimai na Boku no Katachi~» (яп. Your eyes only ～曖昧なぼくの輪郭～)     | 27 сентября 2001 | 4                         | 249.880          |                                                   |
| 2  | «Style»                                                                                   | 12 декабря 2001  | 11                        | 112.760          |                                                   |
| 3  | «Fly Away»                                                                                | 20 февраля 2002  | 18                        | 31.880           |                                                   |
| 4  | «song for you»                                                                            | 17 апреля 2002   | 6                         | 91.750           |                                                   |
| 5  | «Cross ~Never Say Die~» (яп. Cross ～never say die～)                                     | 7 августа 2002   | 13                        | 38.410           |                                                   |
| 6  | «EX-STYLE ~Kiss You~» (яп. EX-STYLE ～Kiss You～)                                         | 13 ноября 2002   | 6                         | 92.769           |                                                   |
| 7  | «We Will ~Ano Basho de~» (яп. We Will ～あの場所で～)                                     | 5 февраля 2003   | 16                        | 32.703           |                                                   |
| 8  | «Breezin' ~Together~» (яп. Breezin' ～Together～)                                         | 28 мая 2003      | 2                         | 366.804          |                                                   |
| 9  | «LET ME LUV U DOWN»                                                                       | 9 июля 2003      | 3                         | 64.854           |                                                   |
| 10 | «Choo Choo TRAIN»                                                                         | 6 ноября 2003    | 2                         | 286.812          |                                                   |
| 11 | «Eternal…»                                                                                | 12 ноября 2003   | 7                         | 46.762           |                                                   |
| 12 | «Kizuna» (яп. ki・zu・na)                                                                 | 19 ноября 2003   | 5                         | 40.468           |                                                   |
| 13 | «O’ver»                                                                                   | 27 ноября 2003   | 7                         | 33.822           |                                                   |
| 14 | «Carry On» (яп. Carry On/運命のヒト)                                                      | 12 мая 2004      | 2                         | 233.120          |                                                   |
| 15 | «real world»                                                                              | 30 июня 2004     | 1                         | 125.809          |                                                   |
| 16 | «HEART of GOLD»                                                                           | 18 августа 2004  | 4                         | 93.873           |                                                   |
| 17 | «HERO»                                                                                    | 1 декабря 2004   | 2                         | 181.997          |                                                   |
| 18 | «EXIT»                                                                                    | 24 августа 2005  | 2                         | 202.827          |                                                   |
| 19 | «Tada… Aitakute» (яп. ただ...逢いたくて)                                                  | 14 декабря 2005  | 1                         | 562.196          | видео                                             |
| 20 | «YES!»                                                                                    | 1 марта 2006     | 1                         | 92.622           |                                                   |
| 21 | «Everything»                                                                              | 6 декабря 2006   | 2                         | 153.065          | видео                                             |
| 22 | «Lovers Again»                                                                            | 17 января 2007   | 2                         | 257.393          | видео                                             |
| 23 | «Michi» (яп. 道)                                                                          | 14 февраля 2007  | 1                         | 112.106          | видео                                             |
| 24 | «SUMMER TIME LOVE»                                                                        | 16 мая 2007      | 3                         | 132.824          |                                                   |
| 25 | «Toki no Kakera / 24 karats ~type EX~» (яп. 時の描片 ～トキノカケラ～/24karats -type EX-) | 29 августа 2007  | 2                         | 142.202          | видео «Toki no Kakera»                            |
| 26 | «I Believe»                                                                               | 21 ноября 2007   | 3                         | 142.228          | видео                                             |
| 27 | «Pure / You’re my sunshine»                                                               | 27 февраля 2008  | 2                         | 160.605          |                                                   |
| 28 | «The Birthday ~Ti Amo~» (яп. The Birthday ～Ti Amo～)                                     | 24 сентября 2008 | 1                         | 320.445          | видео «Ti Amo Chapter 1» видео «Ti Amo Chapter 2» |
| 29 | «LAST CHRISTMAS»                                                                          | 26 ноября 2008   | 1                         | 226.829          |                                                   |
| 30 | «THE MONSTER ~Someday~» (яп. THE MONSTER ～Someday～)                                     | 15 апреля 2009   | 1                         | 270.513          | видео                                             |
| 31 | «THE HURRICANE ~FIREWORKS~» (яп. THE HURRICANE ～FIREWORKS～)                             | 22 июля 2009     | 1                         | 279.264          | видео                                             |
| 32 | «THE GENERATION ~Futatsu no Kuchibiru~» (яп. THE GENERATION ～ふたつの唇～)               | 11 ноября 2009   | 2                         | 288.454          | видео                                             |
| 33 | «FANTASY»                                                                                 | 9 июня 2010      | 1                         | 473.051          | видео «VICTORY» видео «24karats STAY GOLD»        |
| 34 | «Motto Tsuyoku» (яп. もっと強く)                                                          | 15 сентября 2010 | 1                         | 230.564          | видео                                             |
| 35 | «I Wish For You»                                                                          | 6 октября 2010   | 2                         | 276.875          | видео                                             |
| 36 | «Each Other's Way ~Tabi no Tochuu~» (яп. Each Other's Way ～旅の途中～)                   | 9 февраля 2011   | 1                         | 119.419          | видео                                             |
| 37 | «Rising Sun / Itsuka Kitto…» (яп. Rising Sun/いつかきっと・・・)                          | 14 сентября 2011 | 1                         | 317.630          | видео «Rising Sun» видео «Itsuka Kitto»           |
| 38 | «Anata e / Ooo Baby» (яп. あなたへ/Ooo Baby)                                              | 23 ноября 2011   | 2                         | 151.551          | видео «Anata e» видео «Ooo Baby»                  |
| 39 | «ALL NIGHT LONG»                                                                          | 20 июня 2012     | 1                         | 242.046          | видео                                             |
| 40 | «BOW & ARROWS»                                                                            | 25 июля 2012     | 2                         | 117.113          | видео                                             |
| 41 | «EXILE PRIDE ~Konna Sekai wo Aisuru Tame~ (яп. EXILE PRIDE ～こんな世界を愛するため～)    | 3 апреля 2013    | 1                         | 1.010.366        | видео                                             |
| 42 | «Flower Song»                                                                             | 19 июня 2013     | 2                         | 121.702          | видео                                             |
| 42 | «No Limit»                                                                                | 25 сентября 2013 | 2                         |                  | видео                                             |

#### Коллаборации
| № | Название                                            | Дата выхода     | Oricon Weekly Single Chart | Продажи (Oricon) |
| - | --------------------------------------------------- | --------------- | -------------------------- | ---------------- |
| 1 | «SCREAM» - Исполнитель: GLAY × EXILE                | 20 июля 2005    | 1                          | 537.783          |
| 2 | «WON’T BE LONG» - Исполнитель: EXILE & Куми Кода    | 22 ноября 2006  | 2                          | 223.637          |
| 3 | «24karats TRIBE OF GOLD» - Исполнитель: EXILE TRIBE | 5 сентября 2012 | 2                          | 203.584          |

#### Другие синглы
| № | Название | Дата выхода  | Oricon Weekly Single Chart |
| - | --- | ------------ | -------------------------- |
| 1 | «Song Soldier ~Ashita no Senshi~» (яп. ソングソルジャー～明日の戦士～) - Исполнитель: Dreamer ～EXILE VOCAL BATTLE AUDITION FINALIST～ | 7 марта 2007 | 25                         |

### Альбомы

#### Студийные альбомы
| № | Название                                      | Дата выхода     | Oricon Weekly Album Chart | Продажи (Oricon) | Сертификация (RIAJ) |
| - | --------------------------------------------- | --------------- | ------------------------- | ---------------- | ------------------- |
| 1 | our style                                     | 6 марта 2002    | 5                         | 291.000          | Platinum            |
| 2 | Styles of Beyond                              | 13 февраля 2003 | 1                         | 430.000          | Platinum            |
| 3 | EXILE ENTERTAINMENT                           | 3 декабря 2003  | 1                         | 1.176.090        | Million             |
| 4 | ASIA                                          | 29 марта 2006   | 1                         | 520.319          | 2× Platinum         |
| 5 | EXILE EVOLUTION                               | 7 марта 2007    | 1                         | 762.335          | 3× Platinum         |
| 6 | EXILE LOVE                                    | 12 декабря 2007 | 1                         | 1.480.088        | Million             |
| 7 | Aisubeki Mirai e 愛すべき未来へ (яп. {{{2}}}) | 2 декабря 2009  | 1                         | 1.299.235        | Million             |
| 8 | Negai no Tou (яп. 願いの塔)                   | 9 марта 2011    | 1                         | 760.341          | Million             |
| 9 | EXILE JAPAN / Solo                            | 1 января 2012   | 1                         | 767.274          | 3× Platinum         |

#### Компиляции
| № | Название                                | Дата выхода    | Oricon Weekly Album Chart | Продажи (Oricon) | Сертификация (RIAJ) |
| - | --------------------------------------- | -------------- | ------------------------- | ---------------- | ------------------- |
| 1 | PERFECT BEST                            | 1 января 2005  | 1                         | 1.624.541        | Million             |
| 2 | EXILE CATCHY BEST                       | 26 марта 2008  | 1                         | 1.287.955        | Million             |
| 3 | EXILE ENTERTAINMENT BEST                | 23 июля 2008   | 1                         | 638.959          | 3x Platinum         |
| 4 | EXILE BALLAD BEST                       | 3 декабря 2008 | 1                         | 1.852.823        | 2x Million          |
| 5 | EXILE BEST HITS -LOVE SIDE / SOUL SIDE- | 5 декабря 2012 | 1                         | 700.030          | 3x Platinum         |

#### Другие альбомы
| № | Название | Дата выхода      | Oricon Weekly Album Chart | Продажи (Oricon) |
| - | --- | ---------------- | ------------------------- | ---------------- |
| 1 | The other side of EX Vol. 1 (яп. The other side of EX Vol.1) | 10 сентября 2003 | 5                         |                  |
| 2 | Appreciation to the Million Breakthrough (яп. 祝ミリオン・初回アルバム3枚組 BOX SET 〜Appreciation to the million breakthrough〜) - Бокс-сет из трёх альбомов: our style, Styles Of Beyond, EXILE ENTERTAINMENT | 31 марта 2004    | 55                        |                  |
| 3 | HEART of GOLD ~STREET FUTURE OPERA BEAT POPS~ (яп. HEART of GOLD ～STREET FUTURE OPERA BEAT POPS～) | 29 сентября 2004 | 1                         | 476.626          |
| 4 | EXILE PERFECT YEAR 2008 ULTIMATE BEST BOX | 25 марта 2009    | 27                        |                  |